# East Troy (thị trấn), Wisconsin
East Troy là một thị trấn thuộc quận Walworth, tiểu bang Wisconsin, Hoa Kỳ. Năm 2010, dân số của thị trấn này là 3.923 người.